# Episodi di Quella strana ragazza (quarta stagione)
La quarta stagione della serie televisiva Quella strana ragazza (That Girl) è andata in onda negli Stati Uniti dal 18 settembre 1969 al 26 marzo 1970 sulla ABC.
| nº | Titolo originale                     | Prima TV USA      | Titolo italiano | Prima TV Italia |
| -- | ------------------------------------ | ----------------- | --------------- | --------------- |
| 1  | Mission Improbable (1)               | 18 settembre 1969 |                 |                 |
| 2  | Mission Improbable (2)               | 25 settembre 1969 |                 |                 |
| 3  | My Part Belongs to Daddy             | 2 ottobre 1969    |                 |                 |
| 4  | Nobody Here But Us Chickens          | 9 ottobre 1969    |                 |                 |
| 5  | At the Drop of a Budget              | 16 ottobre 1969   |                 |                 |
| 6  | Hearing Today, Gone Tomorrow         | 23 ottobre 1969   |                 |                 |
| 7  | The Snow Must Go On (1)              | 30 ottobre 1969   |                 |                 |
| 8  | Write is Wrong (2)                   | 6 novembre 1969   |                 |                 |
| 9  | Shake Hands and Come Out Acting      | 13 novembre 1969  |                 |                 |
| 10 | Fix My Screen and Bug Out            | 20 novembre 1969  |                 |                 |
| 11 | Kiss That Girl Goodbye               | 27 novembre 1969  |                 |                 |
| 12 | She Didn't Have the Vegas Notion (1) | 11 dicembre 1969  |                 |                 |
| 13 | She Didn't Have the Vegas Notion (2) | 18 dicembre 1969  |                 |                 |
| 14 | I Am a Curious Lemon                 | 25 dicembre 1969  |                 |                 |
| 15 | Ten Percent of Nothing is Nothing    | 1º gennaio 1970   |                 |                 |
| 16 | Opening Night                        | 8 gennaio 1970    |                 |                 |
| 17 | That Meter Maid                      | 22 gennaio 1970   |                 |                 |
| 18 | Fly By Night (1)                     | 29 gennaio 1970   |                 |                 |
| 19 | Ugh, Wilderness (2)                  | 5 febbraio 1970   |                 |                 |
| 20 | Stocks and the Single Girl           | 12 febbraio 1970  |                 |                 |
| 21 | The Night They Raided Daddy's        | 19 febbraio 1970  |                 |                 |
| 22 | The Reunion                          | 26 febbraio 1970  |                 |                 |
| 23 | Gone-A-Courtin'                      | 5 marzo 1970      |                 |                 |
| 24 | They Shoot Pictures, Don't They?     | 12 marzo 1970     |                 |                 |
| 25 | Easy Faller                          | 19 marzo 1970     |                 |                 |
| 26 | All's Well That Ends                 | 26 marzo 1970     |                 |                 |

## Mission Improbable (1)
- Prima televisiva: 18 settembre 1969
- Diretto da: John Rich
- Scritto da: Rick Mittleman

### Trama
- Guest star: Avery Schreiber (Al Taylor)

## Mission Improbable (2)
- Prima televisiva: 25 settembre 1969
- Diretto da: John Rich
- Scritto da: Rick Mittleman

### Trama
- Guest star:

## My Part Belongs to Daddy
- Prima televisiva: 2 ottobre 1969
- Diretto da: Richard Kinon
- Scritto da: Bernie Orenstein, Saul Turteltaub

### Trama
- Guest star:

## Nobody Here But Us Chickens
- Prima televisiva: 9 ottobre 1969
- Diretto da: Richard Kinon
- Scritto da: Arnold Horwitt

### Trama
- Guest star:

## At the Drop of a Budget
- Prima televisiva: 16 ottobre 1969
- Diretto da: Russ Mayberry
- Scritto da: Warren Murphy, Ed Scharlach

### Trama
- Guest star: Will Mackenzie (Fiance), Walter Mathews (gioielliere)

## Hearing Today, Gone Tomorrow
- Prima televisiva: 23 ottobre 1969
- Diretto da: Hal Cooper
- Scritto da: Bernie Orenstein, Saul Turteltaub

### Trama
- Guest star: Bill Quinn (dottore)

## The Snow Must Go On (1)
- Prima televisiva: 30 ottobre 1969
- Diretto da: Russ Mayberry
- Scritto da: Arnold Horwitt

### Trama
- Guest star: John Stephenson (Howard Samroce)

## Write is Wrong (2)
- Prima televisiva: 6 novembre 1969
- Diretto da: John Rich
- Scritto da: Ruth Brooks Flippen

### Trama
- Guest star:

## Shake Hands and Come Out Acting
- Prima televisiva: 13 novembre 1969
- Diretto da: John Rich
- Scritto da: Saul Turteltaub, Bernie Orenstein

### Trama
- Guest star:

## Fix My Screen and Bug Out
- Prima televisiva: 20 novembre 1969
- Diretto da: Saul Turteltaub
- Scritto da: Bernie Orenstein, Saul Turteltaub

### Trama
- Guest star:

## Kiss That Girl Goodbye
- Prima televisiva: 27 novembre 1969
- Diretto da: John Rich
- Scritto da: Lynn Farr, Fai Harris

### Trama
- Guest star: Elaine Princi (Elaine)

## She Didn't Have the Vegas Notion (1)
- Prima televisiva: 11 dicembre 1969
- Diretto da: Richard Kinon
- Scritto da: Saul Turteltaub, Bernie Orenstein

### Trama
- Guest star: Carl Reiner (se stesso)

## She Didn't Have the Vegas Notion (2)
- Prima televisiva: 18 dicembre 1969
- Diretto da: Richard Kinon
- Scritto da: Bernie Orenstein, Saul Turteltaub

### Trama
- Guest star:

## I Am a Curious Lemon
- Prima televisiva: 25 dicembre 1969
- Diretto da: Russ Mayberry
- Scritto da: Alex Barris

### Trama
- Guest star: William Christopher (Chippy)

## Ten Percent of Nothing is Nothing
- Prima televisiva: 1º gennaio 1970
- Diretto da: John Rich
- Scritto da: Saul Turteltaub, Bernie Orenstein
- Soggetto di: Ron Clark, Bernie Orenstein, Saul Turteltaub

### Trama
- Guest star: Bob Ross (ospite festa), Lew Gallo (Man at Table), Alan Oppenheimer (Mr. Katz), Diana Herbert (segretario/a), Morty Gunty (Sandy Stone), Sam Denoff (Big Guy), Olan Soule (presidente)

## Opening Night
- Prima televisiva: 8 gennaio 1970
- Diretto da: Russ Mayberry
- Scritto da: Arnold Horwitt

### Trama
- Guest star:

## That Meter Maid
- Prima televisiva: 22 gennaio 1970
- Diretto da: Ted Bessell
- Scritto da: Jerry Ross, William Lynn

### Trama
- Guest star: Dennis G. Turner (Harvey Murchison)

## Fly By Night (1)
- Prima televisiva: 29 gennaio 1970
- Diretto da: Saul Turteltaub
- Scritto da: Bernie Orenstein, Saul Turteltaub

### Trama
- Guest star:

## Ugh, Wilderness (2)
- Prima televisiva: 5 febbraio 1970
- Diretto da: John Rich
- Scritto da: Joseph Bonaduce

### Trama
- Guest star:

## Stocks and the Single Girl
- Prima televisiva: 12 febbraio 1970
- Diretto da: Bill Persky
- Scritto da: Bruce Howard

### Trama
- Guest star:

## The Night They Raided Daddy's
- Prima televisiva: 19 febbraio 1970
- Diretto da: Hal Cooper
- Scritto da: Coslough Johnson

### Trama
- Guest star: Bill Quinn (Harry)

## The Reunion
- Prima televisiva: 26 febbraio 1970
- Diretto da: Richard Kinon
- Scritto da: Bernie Orenstein, Saul Turteltaub

### Trama
- Guest star:

## Gone-A-Courtin'
- Prima televisiva: 5 marzo 1970
- Diretto da: Russ Mayberry
- Scritto da: Joseph Bonaduce

### Trama
- Guest star: Hal Williams (Impiegato di corte), Alan Oppenheimer (Jerome)

## They Shoot Pictures, Don't They?
- Prima televisiva: 12 marzo 1970
- Diretto da: Russ Mayberry
- Scritto da: Bernie Orenstein, Saul Turteltaub

### Trama
- Guest star:

## Easy Faller
- Prima televisiva: 19 marzo 1970
- Diretto da: John Rich
- Scritto da: Saul Turteltaub, Bernie Orenstein

### Trama
- Guest star:

## All's Well That Ends
- Prima televisiva: 26 marzo 1970
- Diretto da: Saul Turteltaub
- Scritto da: Sydney Zelinka

### Trama
- Guest star: